# 台灣義行獎
台灣義行獎，是由財團法人公益傳播基金會於2018年所創辦、三立新聞協辦的台灣公益獎項，旨在找出默默幫助他人，為台灣奉獻的善心義行者，希望透過活動選出義行人士，由媒體報導其公益、義行相關議題，鼓舞民眾拾回助人的初心，進而改善社會風氣，讓社會各方資源結合，需要幫助的人得以受惠。

## 歷屆得主

### 2018年（第一屆）
評審為中華社會福利聯合勸募協會理事長陳永清、作家小野、導演王傳宗，頒獎活動於2018年12月舉行。
| 得獎者/得獎單位                   | 事蹟概述                                                                 |
| 台灣心義工團創辦人兼理事長 尤瑞豊 | 協助偏鄉弱勢整修屋舍超愈10年                                             |
| 一起夢想公益協會秘書長 张正       | 提供台灣新住民感受如原鄉家的溫暖，為需要團體進行網路募資                 |
| 台北榮民總醫院副院長 陳威明       | 設置「關懷之家」，令骨癌病童於治療期間擁有一個免費棲身之處               |
| 慈心基金會專案總監 程禮怡         | 有感於氣候變遷，致力於海岸線之綠色守護，於台灣西岸沿海成功種植20萬棵樹木 |
| 喜憨兒基金會創辦人兼董事長 蕭淑珍 | 成立烘焙坊帶領憨兒安心就業                                               |
| 無障礙旅遊公司創辦人 許展容       | 創立無障礙旅遊公司，帶領身障人士壯遊世界                                 |

### 2019年（第二屆）
評審為中華社會福利聯合勸募協會理事長陳永清、藝人黃子佼、法官黃茂榮、沈司琦、盛竹如、真理大學校長陳奇銘，頒獎活動於2020年3月舉行。
| 得獎者/得獎單位                                       | 事蹟概述 |
| 台灣精英國際搜救協會隊員 褚興中                       | 有感於921大地震，台灣搜救犬體系未成形，因而投入搜救犬訓養，為台灣最早投入、唯一民間訓練、運用搜救犬的救難協會                                                |
| 社團法人中華民國慈惠善導書院文化教育研究會院長 陳文靜 | 期望「弱勢世襲」得以中止，積極投入偏鄉教育工作，提供屏東縣高樹鄉弱勢孩童課後照顧安置所，減輕弱勢家庭照顧的壓力，同時辦社區大學輔導失業者並帶領孩童關懷長者。 |
| 台灣更生保護協會士林分會輔導員 鄭益隆                 | 成立鄭老師中途站，協助更生人重新在社會上站起來 |
| 台中市行善團協會團長 張茗富                           | 成立清潔公司給予街友、更生人等弱勢工作機會及住宿，成功幫助愈1200人重返社會                                                                                   |
| 湖光動物醫院院長 林雅哲                               | 以自身醫學專業，與團隊自願下鄉為超過2萬4千隻放養犬貓進行絕育手術                                                                                             |
| 桃園市圓夢愛心關懷協會理事長 謝慧謹                   | 舉辦愈70場「每月一愛」活動，以不同的活動主題照顧各種不同的弱勢族群                                                                                           |
| 社團法人彰化縣鹽光社會福利協會（入圍）                | 推動「為偏鄉弱勢孩童點一盞燈教育計畫」，在彰化縣社頭鄉及芬園鄉成立分會，提供弱勢族群孩童的課輔服務                                                           |
| 社團法人中華民國偏鄉學子圓夢公益協會（入圍）          | 義務為偏鄉孩童拍攝專業的畢業紀念冊，並透過觀察發現性侵與家庭暴力等問題，讓偏鄉孩童獲得更多愛與資源                                                           |
| 新興國小桌球教練 駱慧敏（入圍）                       | 輔導清寒家庭及單親兒童，用運動培養一技之長，並帶領球隊孩童蓄髮捐獻給癌症希望基金會                                                                           |
| 潘瑋杰（入圍）                                        | 成立社團法人中華民國身障棒壘球協會，組成台灣第一支身障棒球隊，參與世界聯賽榮獲佳績                                                                           |
| 陳聖和（GC校園小天使）（入圍）                        | 專為「中正國防幹部預備學校」學生服務，用愛與陪伴輔導預校學生增進心理素質與情緒管理                                                                           |
| 中華民國知風草文教服務協會 楊蔚齡（入圍）             | 從事柬埔寨貧困婦女及兒童人道救援 |

### 2020年（第三屆）
評審為藝人黃子佼、無國界醫生基金會董事劉鎮鯤、歌仔戲天王陳亞蘭、知名主播李天怡、資深媒體人黃寶慧，及中央大學校長周景揚，活動於2021年3月舉行
| 得獎者/得獎單位                             | 事蹟概述 |
| 台南市牙醫師公會 王俊凱                     | 不以名利為目的，走入偏鄉做「到宅牙醫服務」，為特殊需求病患診治。多年來除了持續為特殊需求者看牙外，更積極投入特教學校和照顧機構進行衛教及義診，長期默默行善著。                                                                         |
| 中華民國兒童權益促進協會 王薇君             | 走遍台灣各大鄉鎮，與社會局、警察局連成網路，全年無休；9年來成功阻止多件兒虐、不當管教等案件，並在重大案件發生時，以過來人的經驗給予協助，安撫並陪伴被害者家屬走過哀傷。                                                                |
| 彰化縣消防局 宋明哲                         | 投身研發「打撈型遺體袋」，解決執行勤務時碰到作業繁複的打撈浮屍工作，遺體得以保持完整，降低受難家屬衝擊，獲得心靈上的撫慰，更藉由研發讓國人與救難團體，重視「遺體處理」與「尊重生命」一環。                                             |
| 台中市搜救協會 莊守裕                       | 看見許多困苦家庭及孤苦無依的老人家，希望他們能提供更多地幫助，讓生活能過得更好，因此自發性地募集了各行各業的能手，如水電、泥作、鐵工等師傅級專長者，一同為獨老破屋進行修繕，集結眾人愛心與巧手，五年免費修繕的危老破屋達上百件以上。   |
| 台北市康復之友協會 陳冠斌                   | 增加對精障者與家屬提供需求服務，同時也努力推動進駐社區服務，讓精障者及家屬都能獲得更多的支持與金援。 |
| 華山基金會 鄭學錦                           | 30年來從沒有間斷的低調行善並以此為樂，無償的志工時數超過2萬小時，利用自己的時間為孤老寫信、聊天，以善行鼓舞了許多年長者。 |
| 願有情 伍宗德（入圍）                       | 用40餘載的經驗與技術成立了「願有情」團隊，為台灣各中小型慈善機構免費拍攝宣傳片，量身打造微電影或宣傳片，以自身的媒體專業，結合影視圈資源，以鏡頭為弱勢發聲，幫助非營利機構迅速獲得大眾了解與關注。                                     |
| 嘉義縣救難協會 徐紹唐（入圍）               | 參與救難協會餘15年，曾因協會救難安全裝備缺乏，將自己的勞保退休金捐給協會購買裝備，同時也積極參與環保淨山淨海活動。 |
| 醫師 張健昌（入圍）                         | 將人生下半輩子都奉獻給恆春，讓偏鄉的孩子有地方可以就醫，不論名利的站在第一線負起照護恆春半島兒童健康。 |
| 忠峰霖纖維科技有限公司 黃立忠（入圍）       | 發動自身公司資源，挪出一條產品生產線趕工生產工研院抑菌紗線製成的口罩套，在疫情期間不斷分派送往各縣市相關單位發放，供需要的民眾、協助藥局的志工及身心障礙者們免費使用，為堅守崗位的第一線醫護人員應援，也讓義行與善念藉此傳往台灣各地。 |
| 黃品翰（入圍）                              | 黃品翰的同學在得知罹患「漸凍人」的罕見疾病後變得自暴自棄、鬱鬱寡歡；但黃品翰從未停止並無私地陪伴，逐漸讓同學慢慢走出憂鬱的情緒，並以正向及樂觀的態度來面對人生。                                                                       |
| 社團法人臺北市蒲公英聽語協會 謝莉芳（入圍） | 發現聽損朋友因疫情遇到了極大阻礙，帶領相關人員發起了國內製作透明口罩的這項倡議和計畫，為聽損朋友們盡一份心力。 |

## 外部連結
- 財團法人公益傳播基金會 台灣公益資訊中心 （页面存档备份，存于）
- 第一屆台灣義行獎 （页面存档备份，存于）
- 第二屆台灣義行獎 （页面存档备份，存于）
- 創新慈善服務 公益傳播基金會協助宣傳 （页面存档备份，存于）